# آلبوعفری
آلبوعفری (دشت آزادگان)، روستایی از توابع بخش مرکزی شهرستان دشت آزادگان در استان خوزستان ایران است.روستای البوعفری
ازبزرگان آلبوعفری میتوان اززایر مشلوش ابو حجی ناجی و یبار بن محسن بن حسن را  نام برد
خوزستان هر ساله پذیرای میلیون ها زائر می شود که می خواهند یاد شهدا و ایثارگران را گرامی بدارند. اما در خوزستان، مناطقی هست که نامشان کمتر مطرح شده و کمی مهجور مانده اند. لذا تا پایان اسفندماه که اوج اعزام کاروان های راهیان نور است، ان شاء الله هر روز یک منطقه کمتر شناخته شده را برایتان معرفی خواهیم کرد.
گروه جهاد و مقاومت مشرق - کربلای خوزستان در طول جنگ تحمیلی بیشترین نقش را ایفا کرد و بیشترین ضربات را تحمل کرد.
حالا این استان هر ساله پذیرای میلیون ها زائر می شود که می خواهند یاد شهدا و ایثارگران را گرامی بدارند. اما در خوزستان، مناطقی هست که نامشان کمتر مطرح شده و کمی مهجور مانده اند. لذا تا پایان اسفندماه که اوج اعزام کاروان های راهیان نور است، ان شاء الله هر روز یک منطقه کمتر شناخته شده را برایتان معرفی خواهیم کرد.
- دو آبادی آلبوعفری شمالی و جنوبی در دهستان های حومه شرقی و غربی شهرستان دشت آزادگان، در فاصله سه کیلومتری جنوب غربی سوسنگرد قرار دارد.

- با آغاز جنگ موقعیت جغرافیایی روستاهای آلبوعفری بر اهمیت آنها افزود، چرا که این دو روستا در مدخل وروردی سوسنگرد و در مسیر محور هجوم دشمن قرار داشتند.

- در هفته اول جنگ، نظامیان عراقی وارد آبادی آلبوعفری شدند. اما پس از چند روز یعنی در 9 مهرماه 1359، این آبادی در جریان عقب نشینی نیروهای دشمن آزاد شد.

- پس از چند ماه در دهه سوم دی ماه 1359 ارتش عراق دوباره این آبادی را اشغال کرد.

- در اثنای حملات نظامیان عراق به جاده اهواز-سوسنگرد و محاصره شهر سوسنگرد، برخی از اهالی شهر به روستاهای آلبوعفری پناه بردند.

- اندکی پس از آزادسازی سوسنگرد، آبادی های آلبوعفری و مناطق غرب سوسنگرد مدتی در دست نیروهای عراقی بود.

- نیروهای عراقی که تحت فشار بودند روستای آلبوعفری جنوبی را در 12 فروردین 1360 تخلیه کردند و در عملیات غرب سوسنگرد که در 30 اردیبهشت 1360 صورت گرفت موقعیت نیروهای خودی در این منطقه تثبیت و تحکیم شد.

- در نتیجه عملیات طریق القدس در آذرماه، روستاهای آلبوعفری به کلی از تهدید مستقیم دشمن خارج شد و تا پایان جنگ در امان ماند.

- پس از خاتمه جنگ و از جمله در سال های 1374 تا 1378 روستاهای آلبوعفری با حمایت بنیاد مسکن انقلاب اسلامی خوزستان باسازی شده؛ و در کمتر از یک دهه از امکانات خدماتی و رفاهی برخوردار شدند.

- روستاهای آلبوعفری محل شهادت و مجروح شدن عده ای از رزمندگان، به خصوص از طایفه بنی طرف است.

## جمعیت
این روستا در دهستان حومه‌غربی قرار دارد و براساس سرشماری مرکز آمار ایران در سال ۱۳۸۵، جمعیت آن ۷۵۸ نفر (۱۱۰خانوار) بوده‌است.